# Фільтраційна активність
Фільтраційна активність (від фр. filtration — проціджування, рос. фильтрационная активность; англ. filtration activity; нім. Tietrationseffektivität) — здатність гірських порід створювати електричні поля власної поляризації внаслідок фільтрації підземних вод і вод бурового розчину в пористому середовищі. Фільтраційна активність викликає потенціали фільтрації, величина яких залежить від структури породи, її пористості і проникності, діелектричної проникності, питомого опору і в'язкості рідини, порового тиску і т. д. Величина потенціалів фільтрації сягає одиниць і десятків мВ.